# Estádio Modibo Keïta
O Estádio Modibo Keïta (em francês: Stade Modibo Keïta) é um estádio multiuso localizado em Bamaco, capital do Mali, inaugurado em 2 de dezembro de 1967. Com capacidade máxima de 35 000 espectadores, foi o maior estádio do país e a principal casa onde a Seleção Malinesa de Futebol mandou suas partidas amistosas e oficiais por mais de duas décadas até a inauguração do Estádio do 26 de Março no final de 2001.
O estádio foi uma das sedes oficiais do Campeonato Africano das Nações de 2002, tendo abrigado jogos da fase de grupos e partidas válidas pelas quartas-de-final e pelas semifinais do torneio. Atualmente, o Real Bamako manda ali seus jogos oficiais por competições nacionais.

## Homenagem
Seu nome rende homenagem à Modibo Keïta, político nacionalista malinês que serviu como o 1.º presidente do Mali logo após a independência do país junto ao domínio colonial francês em 1960 até sua deposição em decorrência da eclosão do golpe de Estado em 1968.